# Homohadena rayata
Homohadena rayata är en fjärilsart som beskrevs av Smith 1908. Homohadena rayata ingår i släktet Homohadena och familjen nattflyn. Inga underarter finns listade i Catalogue of Life.